# 多紋褶唇魚
多紋褶唇魚（学名：Labropsis xanthonota），又名倍良、柳冷仔、多紋擬隆鯛，为輻鰭魚綱鱸形目隆頭魚亞目隆頭魚科褶唇魚屬下的一个种，分布於印度太平洋區，從東非至美屬薩摩亞，北起日本伊豆半島，南迄澳洲大堡礁海域，棲息深度7-55公尺，體長可達13公分，棲息在珊瑚礁、潟湖，生活習性不明，可作為觀賞魚。